# Олимпийский парк Уистлера

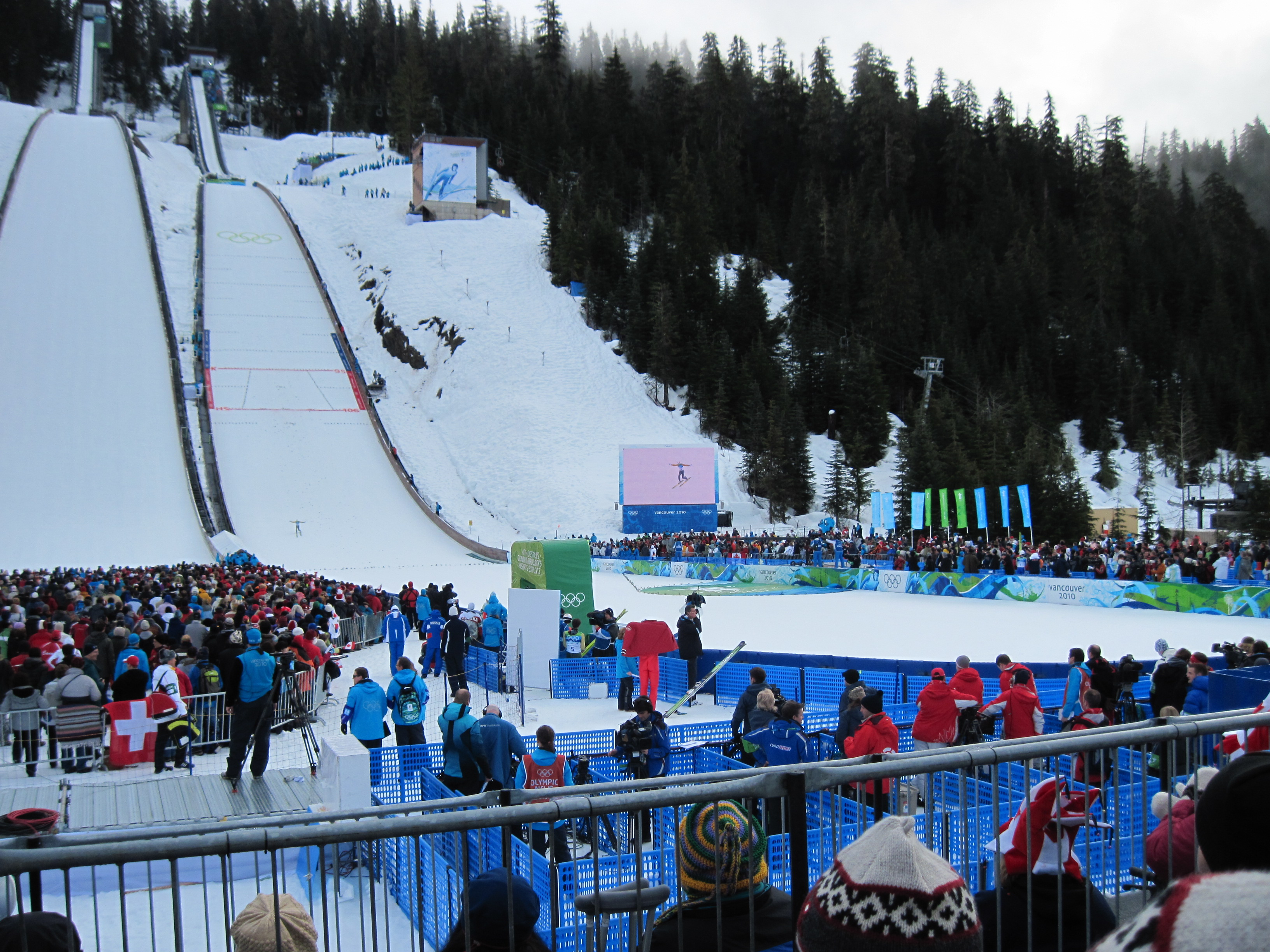
11 февраля 2010 года

Олимпийский парк Уистлера (англ. Whistler Olympic Park) — одна из арен зимних Олимпийских игр 2010 года. Расположен в курортном пригороде Ванкувера Уистлере, Канада. Во время Олимпиады на его территории проходили соревнования по биатлону, лыжным гонкам, лыжному двоеборье и прыжках с трамплина. Арена состоит из трех стадионов общей вместимостью 10 000 зрителей.
В рамках возведения парка было проложено 14 километров биатлонной трассы, два трамплина (HS 106 и HS 140 метров), до 25 километров беговых трасс.
Официальное открытие Олимпийского парка состоялось 22 ноября 2008 года. Первое соревнование мирового уровня, этап Кубка мира, в дисциплинах лыжные гонки и лыжное двоеборье прошёл 15—18 января 2009 года. 22-25 января 2009 года на арене прошли соревнования этапа Кубка мира по прыжкам с трамплина. .